# Дуз

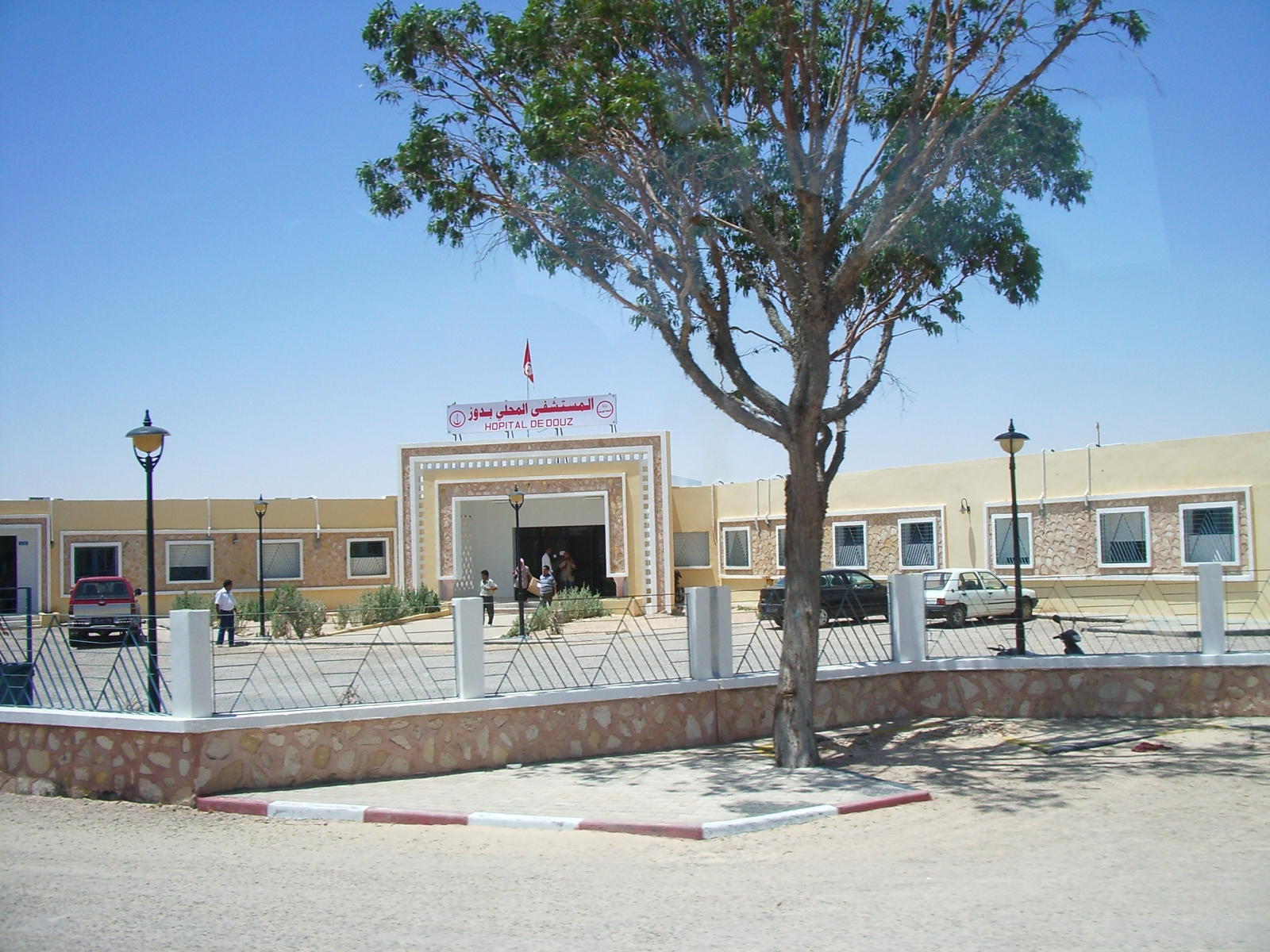
Шпиталь у Дузі

Дуз (араб. دوز) — місто в Тунісі. Розташоване у вілаєті Кебілі. Місто часто називають «воротами Сахари». По дорозі він розташований за 31 кілометр (19 миль) на південний захід від Бліде, за 125 кілометрів (78 миль) на південний схід від Тозерата за 475 кілометрів (295 миль) на південь від столиці Тунісу.

Його називають «найкращим пальмовим оазисом», оскільки тут налічується понад 500 000 пальм, і він є основним виробником фініків «diglat noor». Сьогодні це місце для туристів, які бажають побачити пустелю, і відправна точка для походів по пустелі на верблюдах, мотоциклах або повнопривідних автомобілях.
Більшість жителів Дуза мають арабське походження (Бану Сулайм).
ороку у місті проводиться Міжнародний фестиваль Сахари, на якому представлена тридиційна культура пустелі.
У Дузі знаходиться Музей Сахари.